# Лопухин, Дмитрий Александрович
Дми́трий Алекса́ндрович Лопухи́н (25 марта [6 апреля] 1865, Орловская губерния — 23 ноября [6 декабря] 1914, Варшава) — русский военачальник, генерал-майор, герой Первой мировой войны.

## Биография
Из дворян Орловской губернии. Сын известного юриста Александра Алексеевича Лопухина и Елизаветы Дмитриевны Голохвастовой. Братья Алексей и Виктор были государственными служащими. Алексей занимал должности директора Департамента полиции и губернатора Эстляндской губернии.
Окончил 1-ю Орловскую гимназию и Московский университет. В 1888 году выдержал офицерский экзамен при 3-м военном Александровском училище, был определён корнетом в Нижегородский 44-й драгунский полк.
Чины: поручик (1891), штабс-ротмистр (1896), капитан ГШ (1900), подполковник (1904), полковник (за боевые отличия, 1905), генерал-майор (за отличие, 1914).
В 1900 году окончил Николаевскую академию Генерального штаба (по 1-му разряду). В 1900—1902 отбывал цензовое командование эскадроном в 44-м драгунском Нижегородском полку. Служил обер-офицером для особых поручений при командующем войсками Кавказского военного округа (1902—1904).
Участвовал в русско-японской войне будучи старшим адъютантом управления Кавказской конной бригады (1904—1905). Был ранен, награждён Золотым оружием «За храбрость» и несколькими орденами.
Позднее служил: штаб-офицером управлении Приамурской сводной казачьей бригады (1905—1907), помощником делопроизводителя Главного управления Генштаба (1907), начальником штаба 36-й пехотной дивизии (1907—1911). В 1911—1914 годах командовал 9-м уланским Бугским полком.
В феврале 1914 года был назначен командиром лейб-гвардии Конно-Гренадерского полка. С началом Первой мировой войны также принял командование 1-й бригадой 2-й гвардейской кавалерийской дивизии. Участвовал в Восточно-Прусской операции в августе 1914. Отличился в Каушенском бою 6 августа, в котором погиб его единственный сын.
20 ноября был смертельно ранен в бою у Белхатова, обороняя направление на Петроков. Через три дня скончался от ран в Варшаве. Посмертно награждён орденом Святого Георгия 4-й степени

За то, что руководя в бою 6 августа под Каушеном центром и левым флангом боевого порядка, все время лично находился в боевых линиях, которые, несмотря на жестокий артиллерийский и ружейный огонь противника, объезжал верхом, чем особенно поднял дух своих частей; удержал занятые с начала боя позиции, несмотря на упорные и энергичные попытки немцев охватить левый фланг и сбить центр на шоссе, куда сосредоточен был особенно сильный фронтальный и фланговый огонь противника артиллерийский и ружейный. Ободряя личным примером все части своего боевого порядка, двинул их вперед, с боя взял позицию противника, нанеся ему огромные потери и тем особенно способствовал окончательному успеху боя — полному поражению немецкой пехотной бригады с 3 батареями.

По отзыву современника, Лопухин «был человек редких качеств души и сердца. Честный, прямой, простой во всех своих проявлениях, скромный, в то же время в себе уверенный без самомнения, отзывчивый, чуткий, добрый, где надо — стойкий и мужественный до бесстрашия. Он всею своею жизнью до героического её конца являл незабываемый образ едва ли не последнего рыцаря без страха и упрека. Надо к этому прибавить, что он был образованный человек и был военный по призванию».

## Семья
Был женат на фрейлине княжне Елизавете Михайловне Султан-Гирей (ум. после 1941), отец её владелец Минеральных вод на Кавказе был магометанином, а мать, по происхождению итальянка, — католичкою. Елизавета Михайловна была также католичкою. Это обстоятельство долгое время препятствовало Лопухину поступить в Академию Генерального штаба. И только долгие и настойчивые хлопоты влиятельных родственников позволили ему, в виде совершенного исключения, поступить в академию. В годы войны активно занималась благотворительностью, состояла попечительницей общества Красного Креста в Орле. На деньги вырученные от продажи своего орловского имения, содержала полевой госпиталь и работала в нём старшей операционной сестрой. После революции имела возможность эмигрировать, но этому помешал её второй муж И. В. Стеценко. Он выхлопотал у С. М. Кирова разрешение на их переезд с Кавказа в Москву. В 1920-е годы Елизавета Михайловна преподавала французский язык в семье Б. Л. Пастернака, который отзывался о ней, как «о друге и умной, иронической даме очень высокого происхождения».
Единственный сын Георгий (1892—1914) был корнетом 6-го эскадрона Конно-Гренадерского полка, погиб в бою у Каушена. В своем фронтовом дневнике генерал Снесарев писал:

У нас [фронтовиков — противоположное отношение к долгу]. У ген[ерала] Лопухина убивают единственного сына. Он ёжится, крестится, а затем говорит: «Помолимся и погорюем потом, теперь надо продолжать дело». Порадовался ли бы хороший Алексеенко, узнав, что [тыловые государственные мужи] почтили его память бездельем в роковые минуты жизни государства? А вот боевой генерал, потеряв единственного сына, готов продолжать общее дело. Есть, значит, вера в это великое дело, и он не опозорит память погибшего.

## Награды
- Орден Святого Станислава 3-й ст. (1897);
- Орден Святой Анны 3-й ст. (1902);
- Орден Святого Владимира 4-й ст. с мечами и бантом (1905);
- Орден Святого Станислава 2-й ст. с мечами (1905);
- Орден Святой Анны 2-й ст. с мечами (1905);
- Золотое оружие «За храбрость» (ВП 03.11.1906);
- Орден Святого Владимира 3-й ст. (1909);
- Орден Святого Георгия 4-й ст. (ВП 13.01.1915, посмертно).